# Saltos ornamentais no Campeonato Mundial de Esportes Aquáticos de 2015 - Trampolim 3 m sincronizado feminino
A prova de trampolim 3 m sincronizado feminino dos saltos ornamentais no Campeonato Mundial de Esportes Aquáticos de 2015 foi realizada no dia 25 de julho em Cazã na Rússia.

## Calendário
| Fase       | Data        |
| ---------- | ----------- |
| Preliminar | 25 de julho |
| Final      | 25 de julho |

## Medalhistas
| Ouro                            | Prata                                | Bronze                                  |
| China · Shi Tingmao · Wu Minxia | Canadá · Jennifer Abel · Pamela Ware | Austrália · Samantha Mills · Esther Qin |

## Resultados
Esses foram os resultados da competição.
| Pos.              | Nacionalidade  | Saltadoras                          | Preliminar | Preliminar | Final  | Final |
| Pos.              | Nacionalidade  | Saltadoras                          | Pontos     | Pos.       | Pontos | Pos   |
| ----------------- | -------------- | ----------------------------------- | ---------- | ---------- | ------ | ----- |
| Medalha de ouro   | China          | Shi Tingmao Wu Minxia               | 312.90     | 1          | 351.30 | 1     |
| Medalha de prata  | Canadá         | Jennifer Abel Pamela Ware           | 302.01     | 2          | 319.47 | 2     |
| Medalha de bronze | Austrália      | Samantha Mills Esther Qin           | 291.90     | 3          | 304.20 | 3     |
| 4                 | Ucrânia        | Anastasiia Nedobiga Viktoriya Kesar | 281.49     | 6          | 302.85 | 4     |
| 5                 | Itália         | Tania Cagnotto Francesca Dallapé    | 280.77     | 7          | 302.43 | 5     |
| 6                 | Rússia         | Nadezhda Bazhina Kristina Ilinykh   | 282.60     | 5          | 297.30 | 6     |
| 7                 | México         | Arantxa Chávez Melany Hernández     | 273.93     | 10         | 296.19 | 7     |
| 8                 | Malásia        | Ng Yan Yee Nur Dhabitah Sabri       | 274.11     | 9          | 294.66 | 8     |
| 9                 | Estados Unidos | Abigail Johnston Laura Ryan         | 275.40     | 8          | 292.50 | 9     |
| 10                | Reino Unido    | Alicia Blagg Rebecca Gallantree     | 287.40     | 4          | 286.86 | 10    |
| 11                | Alemanha       | Tina Punzel Nora Subschinski        | 265.50     | 12         | 278.40 | 11    |
| 12                | Países Baixos  | Uschi Freitag Inge Jansen           | 273.60     | 11         | 276.90 | 12    |
| 13                | Coreia do Sul  | Kim Su-ji Kim Na-mi                 | 252.66     | 13         |        |       |
| 14                | Porto Rico     | Jeniffer Fernández Luisa Jiménez    | 249.24     | 14         |        |       |
| 15                | África do Sul  | Nicole Gillis Julia Vincent         | 237.93     | 15         |        |       |
| 16                | Finlândia      | Taina Karvonen Iira Laatunen        | 230.88     | 16         |        |       |
| 17                | Hungria        | Flóra Gondos Villő Kormos           | 229.92     | 17         |        |       |
| 18                | Brasil         | Tammy Takagi Juliana Veloso         | 228.87     | 18         |        |       |
| 19                | Croácia        | Maja Borić Marcela Marić            | 223.89     | 19         |        |       |